# Feixanc de Montpedrós
El Feixanc de Montpedrós és un feixà acinglerat del terme municipal de Conca de Dalt, al Pallars Jussà, en el territori de l'antic terme d'Hortoneda de la Conca.
Està situat a l'esquerra del barranc del Vinyal, al nord-oest dels Masos de la Coma, al sud-oest de la Torre de Perauba.